# Freeman Tulley Knowles
Freeman Tulley Knowles (ur. 10 października 1846, zm. 1 czerwca 1910) – amerykański żołnierz, prawnik, wydawca prasy i polityk.
Urodził się 10 października 1846 roku w stanie Maine, gdzie uczęszczał do szkół i wstąpił do armii. Od 1862 roku przez ponad trzy lata wraz z Armią Potomaku walczył podczas wojny secesyjnej.
Po wojnie przeprowadził się do Denison w stanie Iowa, gdzie studiował prawo i w kwietniu 1869 roku został przyjęty do palestry.
W 1886 roku porzucił praktykę adwokacką i przeprowadził się do Nebraski, gdzie zaczął wydawać gazetę Ceresco Times. W 1888 roku ponownie przeprowadził się, tym razem w region Black Hills, gdzie zaczął wydawać najpierw Meade County Times, później Evening Independent, a w końcu socjalistyczny periodyk The Lantern.
W latach 1897–1899 był przedstawicielem drugiego okręgu wyborczego w stanie Dakota Południowa w Izbie Reprezentantów Stanów Zjednoczonych.
Zmarł 1 czerwca 1910 roku. Jego ciało zostało pochowane na cmentarzu Mount Moriah w Deadwood w Dakocie Południowej.